# Andropogon mederensis
Andropogon mederensis är en gräsart som beskrevs av Jason Richard Swallen. Andropogon mederensis ingår i släktet Andropogon och familjen gräs. Inga underarter finns listade i Catalogue of Life.